# والت ماكدوغال
والت ماكدوغال (بالإنجليزية: Walt McDougall)‏ هو رسام كارتون وكاتب للأطفال أمريكي، ولد في 10 فبراير 1858 في نيوآرك في الولايات المتحدة، وتوفي في 6 مارس 1938 في Waterford, Connecticut ‏ في الولايات المتحدة بسبب إصابة بعيار ناري.

## معرض صور

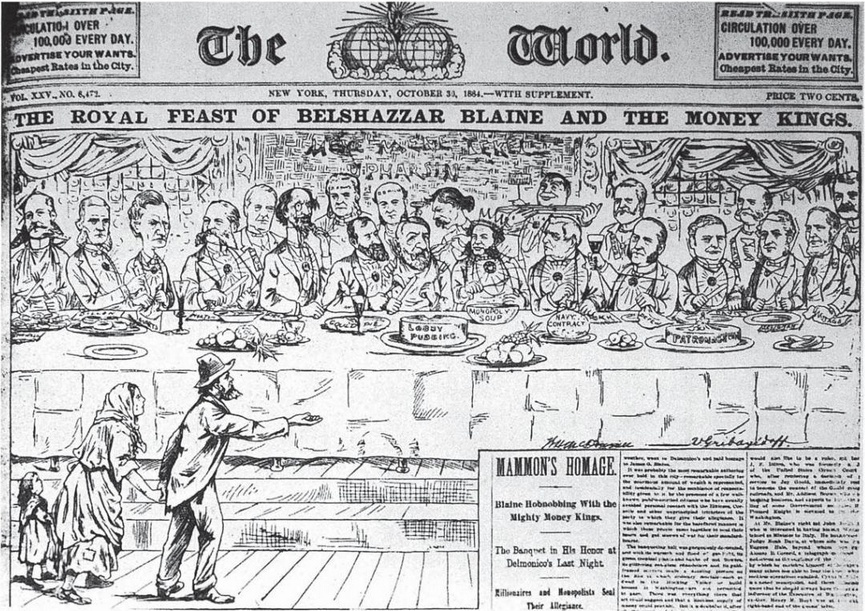
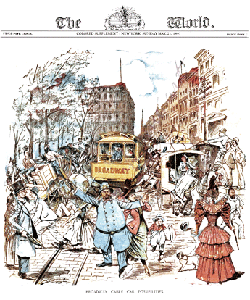
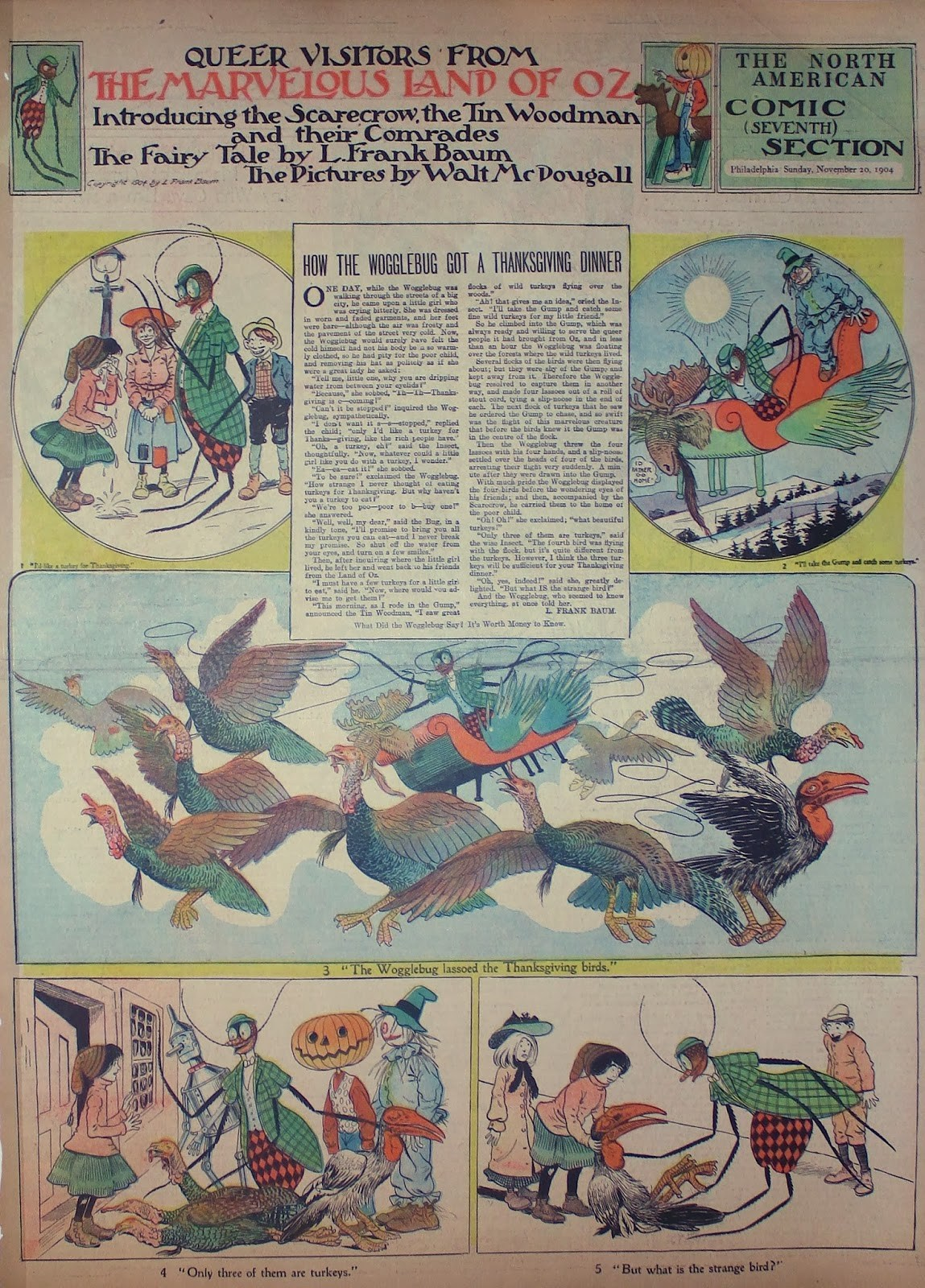
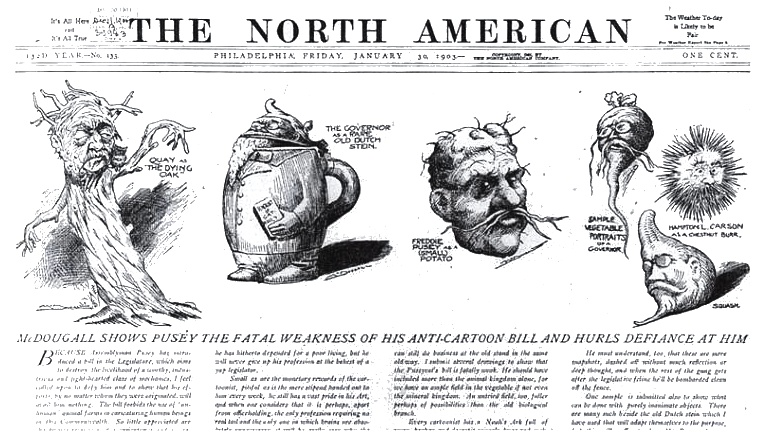